# Henry W. Keyes
Henry W. Keyes (Newbury, 1862. május 23. – Haverhill, 1938. június 19.) az Amerikai Egyesült Államok szenátora (New Hampshire, 1919–1937).